# Związek Wyzwolenia Ukrainy

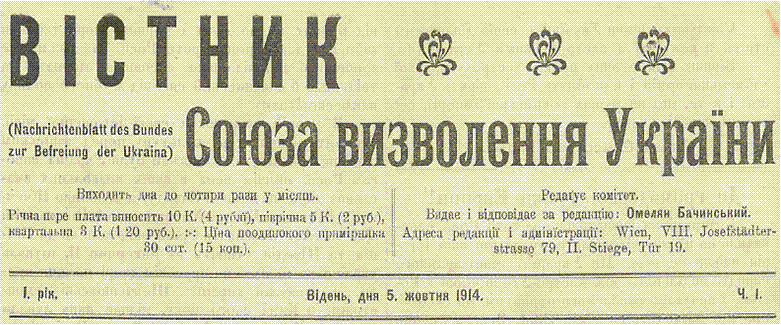
Winieta pisma Вістник Союза визволення України, wydawanego w Wiedniu

Związek Wyzwolenia Ukrainy, ukr. Союз визволення України (SWU) – ukraińska organizacja polityczna, utworzona 4 sierpnia 1914 we Lwowie przez politycznych emigrantów ukraińskich z terenów Imperium Rosyjskiego.
Większość członków ZWU stanowili naddnieprzańscy socjaliści, którzy schronili się w Galicji wskutek stołypinowskich represji. Początkowo organizacji przewodniczyli Dmytro Doncow i Mykoła Zalizniak.
Działalnością ZWU kierowało prezydium w składzie: Ołeksandr Skoropys-Jołtuchowskyj, Wołodymyr Doroszenko, Andrij Żuk, Marijan Mełenewśkyj, którym pomagali galicyjscy i bukowińscy działacze różnych organizacji: Stepan Smal-Stocki, Roman Smal-Stocki, Wasyl Simowycz, Mychajło Wozniak, Bohdan Łepki, Mychajło Łozynśkyj, Łew Hankewycz, Mykoła Hankewycz, Iwan Krypjakewycz, Stepan Rudnyćkyj i inni. Centrum działania ZWU był początkowo przez krótki czas Lwów, a od końca sierpnia 1914, w związku z rosyjską ofensywą w Galicji, Wiedeń.
Do 1915 roku działalność Związku Wyzwolenia Ukrainy była finansowana przez Ministerstwo Spraw Zagranicznych Austro-Węgier, od 1915 przez MSZ Cesarstwa Niemieckiego.
Organizacja stawiała na przegraną Rosji z Państwami Centralnymi. Jej celem było zbudowanie w oparciu o Austro-Węgry i Niemcy niepodległego państwa ukraińskiego, składającego się z ziem zdobytych na Rosji. Co do terenów ukraińskich w składzie monarchii austro-węgierskiej, liczono na przekształcenie tych ziem w osobny kraj koronny. W dalszej perspektywie planowano ich połączenie w federację.
Przystąpienia do ZWU odmówili Mychajło Hruszewski i Symon Petlura, którzy byli przekonani o porażce państw centralnych.
ZWU prowadził ożywioną działalność polityczną i kulturalno-oświatową wśród jeńców ukraińskich w obozach Austrii i Niemiec. W 1917 dzięki jej działalności udało się z nich uformować dwie dywizje: Synożupannyki (Błękitna Dywizja) i Sirożupannyki (Szara Dywizja) – nazwy pochodzą od koloru mundurów.
ZWU formalnie zlikwidowano 1 maja 1918.